# Drousia
Droushia (græsk: Δρούσια) er en landsby i Paphos-distriktet på Cypern, der ligger 10 km syd for Polis Chrysochous. Den ligger 640 m over havets overflade.
34°57′40″N 32°23′52″Ø / 34.96111249°N 32.39764783°Ø